# 21 mai 2015
Le jeudi 21 mai 2015 est le 141e jour de l'année 2015.

## Décès
- Annarita Sidoti (née le 25 juillet 1969), athlète italienne spécialiste de la marche
- César Boutteville (né le 24 juin 1917), joueur d'échecs français
- Ernst Rüesch (né le 12 juin 1928), homme politique suisse
- Fatimé Kimto, femme politique tchadienne
- Fred Gladding (né le 28 juin 1936), joueur américain de baseball
- Gudule (née le 14 août 1945), femme de lettres belge francophone
- Jassem Al-Kharafi (né en 1940), homme politique koweïtien
- Louis Johnson (né le 13 avril 1955), chanteur et multi-instrumentiste de funk

## Événements
- Fin de la bataille de Palmyre, la ville est prise par l'État islamique.
- 12e étape du Tour d'Italie 2015
- Sortie des films :
  - Dora oder Die sexuellen Neurosen unserer Eltern
  - Eden
  - Gus
  - La Femme au tableau
  - Mad Max: Fury Road
  - Mon fils
  - National Gallery
  - Spy
  - Survivor
  - The Face of an Angel
  - The Hit Girls 2
  - Tomorrowland
  - Une Jeunesse Allemande
  - Violette
- Sortie de la série télévisée Between
- Sortie de l'épisode City of Death de la série Doctor Who
- Début de la saison 6 de Rookie Blue
- Fin de la série télévisée Naemsaereul boneun sonyeo
- Sortie du jeu vidéo Technobabylon
- Sortie de l'album de bande dessinée Zaï zaï zaï zaï